# Subericultura
Subericultura é um livro escrito pelo cientista alcobacense Joaquim Vieira Natividade., editado pelo Ministério da Economia de Portugal.
Subericultura conta como era a gestão florestal das matas de sobreiros em 1950  e toda a dinâmica  industrial das empresas que estiveram diretamente relacionados com a fileira corticeira.

## Edição francesa
O livro foi editado pelo ENGREF em 1956.
Subericulture (Nancy: École Nationale des Eaux et Forêts, 1956).

## Edição italiana
O livro foi editado pelo Assessore Regionale de Sardenha, em 1959, com prefácio de Giovanni Cadedu.
Sughericoltura / J. Vieira Natividade ; trad. Salvatore Clemente. 

## Edição espanhola
O livro foi editado pelo CSIC em 1991, com tradução do silvicultor Gregorio Montero González y Celer.
Subericultura / J. Vieira Natividade ; coord. Pablo Campos Palacín ; trad. Gregorio Montero González y Celer